# Pie postulatio voluntatis
Pie postulatio voluntatis (Une pétition volontaire faite avec dévotion ...) est une bulle pontificale fulminée le 15 février 1113 par le pape Pascal II , dans laquelle le pape reconnait officiellement la création des Hospitaliers de l'ordre de Saint-Jean de Jérusalem. Aujourd'hui, le document est conservé à la Bibliothèque nationale de Malte à La Valette, Malte.

## Contexte

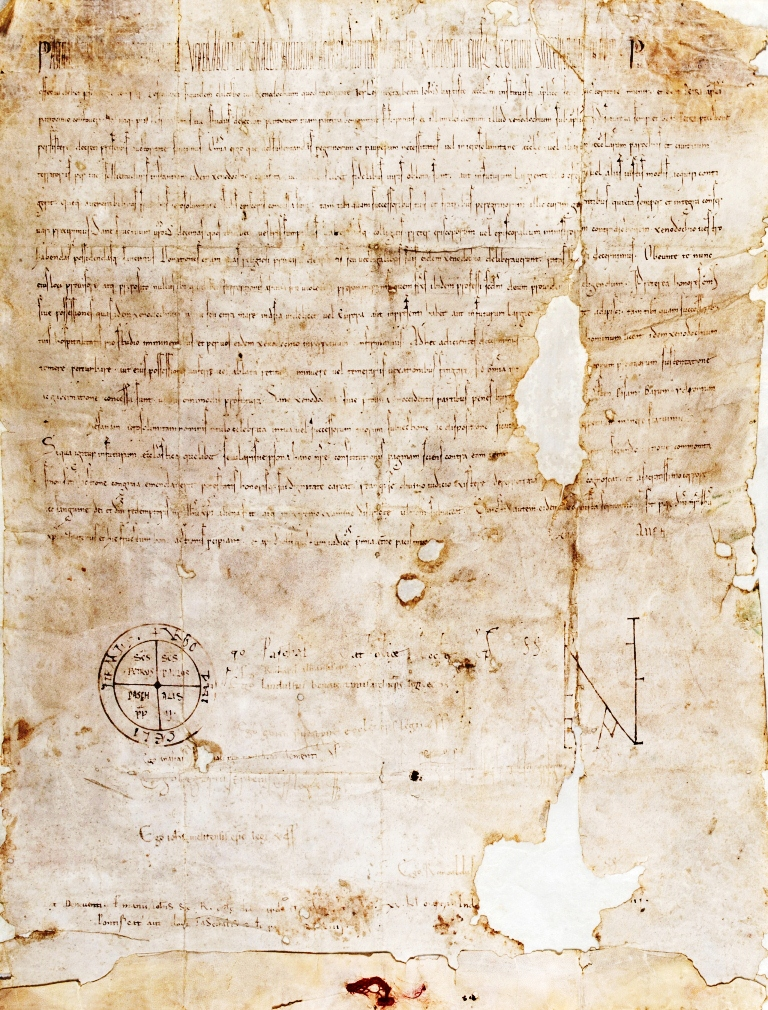
Bulle pontificale conservée à la Bibliothèque nationale de Malte

Au XIe siècle, Jérusalem se trouve sous la domination musulmane des Fatimides du Caire, mais les chrétiens peuvent y venir en pèlerinage et des établissements chrétiens y sont présents.
L’origine de l'ordre est le monastère bénédictin de Sainte-Marie-Latine, fondé à Jérusalem au milieu du XIe siècle par des marchands amalfitains, auquel s'ajoute un peu plus tard le monastère féminin de Sainte-Marie-Madeleine ; chacun d'eux est pourvu d'un xenodochium, un hospice ou une hostellerie, dont le rôle est d’accueillir et de soigner les chrétiens accomplissant un pèlerinage en Terre sainte. L'administration des deux hospices est aux mains d'un convers, Frère Gérard et de Sœur Agnès.
Dans les années 1070, celui-ci peut-être pour prendre des distances avec les Amalfitains, décide de créer un troisième hospice, dédié dans un premier temps à saint Jean l'Aumônier.
En 1078, la ville est prise par les Turcs Seldjoukides qui ont en général une attitude très hostile aux chrétiens (ils sont du reste la cause de la Première croisade) ; l'hospice de frère Gérard réussit cependant à passer cette période qui prend fin avec la prise de Jérusalem par les Croisés en 1099.
À la suite de la première croisade en 1099, la Terre Sainte passe sous domination chrétienne, Jérusalem devenant le centre du royaume de Jérusalem, le principal des États latins d'Orient.

## La bulle

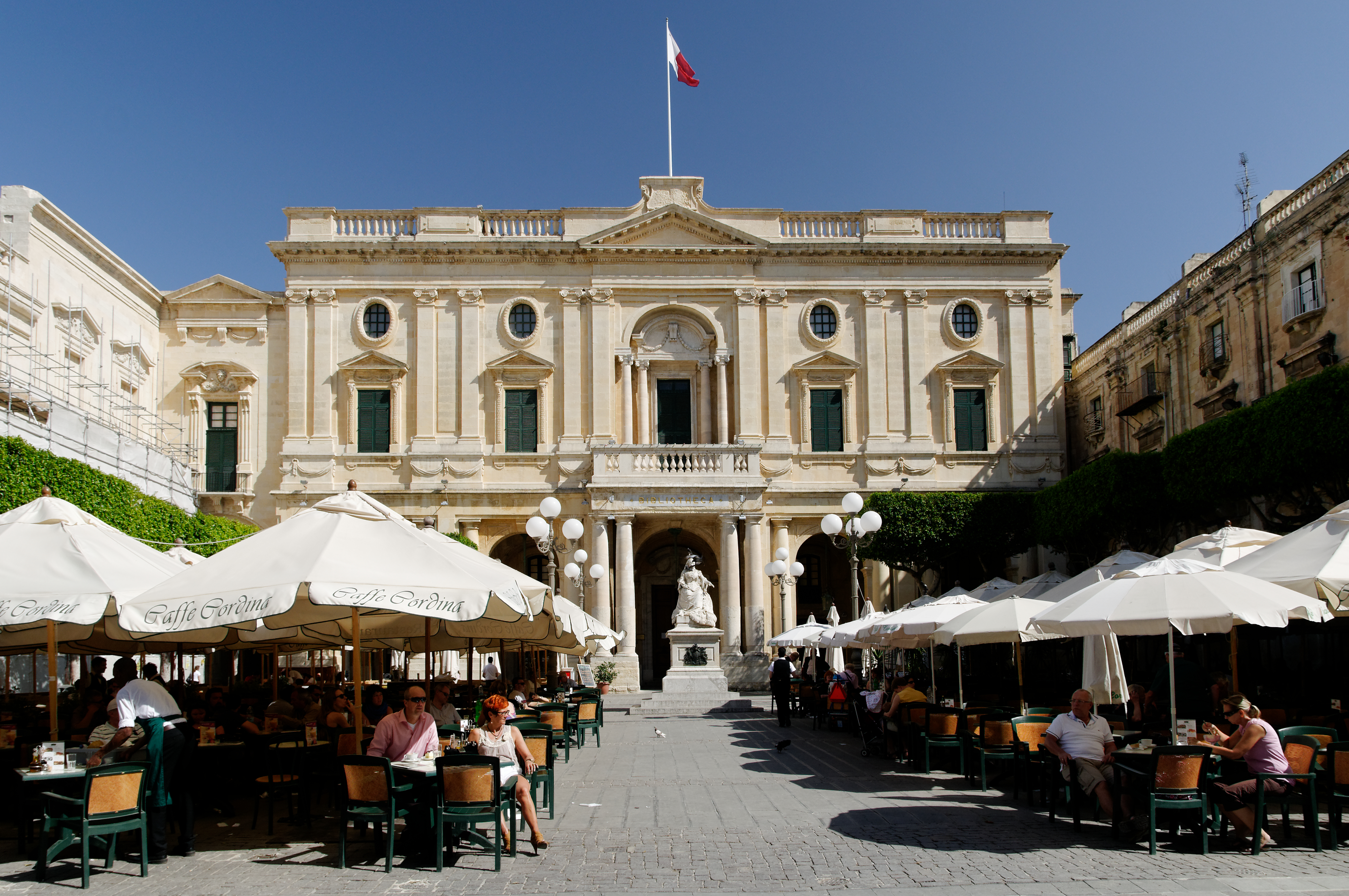
Bibliothèque nationale de Malte à La Valette : capitale de Malte

Gérard demande que son hospice soit reconnu comme autonome par rapport aux couvents bénédictins. Le pape Pascal II, depuis Bénévent, promulgue une bulle en ce sens le 15 février 1113 en faisant de cet hôpital, « L'Hospital », une institution, une sorte de congrégation, sous la tutelle et protection exclusive du pape.
L'Hospital est désormais dédié à Jean le Baptiste. Gérard est reconnu par la bulle comme « recteur » chef de la congrégation et le pape précise qu'à la mort de ce dernier, les membres de l'Ordre choisiront eux-mêmes son successeur. Les membres de l'Ordre seront frère et liés par les trois vœux monastiques de pauvreté, de chasteté et d'obéissance.
Le 19 juin 1119, le pape Calixte II a fulminé la bulle Ad hoc nos disponente, qui confirme les privilèges et les possessions de l'Ordre, ainsi que les dispositions de Pie postulatio voluntatis.

## Sources
- Alain Demurger, Les Hospitaliers, de Jérusalem à Rhodes, 1050-1317, Paris, Tallandier, 2013, 574 p. (ISBN 979-10-210-0060-5)
- Bertrand Galimard Flavigny, Histoire de l’ordre de Malte, Paris, Perrin, 2006, 364 p. (ISBN 2-262-02115-5)